# Imus
Imus è una municipalità di prima classe delle Filippine, situata nella Provincia di Cavite, nella Regione di Calabarzon.
Imus è formata da 97 baranggay:
- Alapan I-A
- Alapan I-B
- Alapan I-C
- Alapan II-A
- Alapan II-B
- Anabu I-A
- Anabu I-B
- Anabu I-C
- Anabu I-D
- Anabu I-E
- Anabu I-F
- Anabu I-G
- Anabu II-A
- Anabu II-B
- Anabu II-C
- Anabu II-D
- Anabu II-E
- Anabu II-F
- Bagong Silang (Bahayang Pag-Asa)
- Bayan Luma I
- Bayan Luma II
- Bayan Luma III
- Bayan Luma IV
- Bayan Luma V
- Bayan Luma VI
- Bayan Luma VII
- Bayan Luma VIII
- Bayan Luma IX
- Bucandala I
- Bucandala II
- Bucandala III
- Bucandala IV
- Bucandala V

- Buhay na Tubig
- Carsadang Bago I
- Carsadang Bago II
- Magdalo
- Maharlika
- Malagasang I-A
- Malagasang I-B
- Malagasang I-C
- Malagasang I-D
- Malagasang I-E
- Malagasang I-F
- Malagasang I-G
- Malagasang II-A
- Malagasang II-B
- Malagasang II-C
- Malagasang II-D
- Malagasang II-E
- Malagasang II-F
- Malagasang II-G
- Mariano Espeleta I
- Mariano Espeleta II
- Mariano Espeleta III
- Medicion I-A
- Medicion I-B
- Medicion I-C
- Medicion I-D
- Medicion II-A
- Medicion II-B
- Medicion II-C
- Medicion II-D
- Medicion II-E
- Medicion II-F

- Pag-Asa I
- Pag-Asa II
- Pag-Asa III
- Palico I
- Palico II
- Palico III
- Palico IV
- Pasong Buaya I
- Pasong Buaya II
- Pinagbuklod
- Poblacion I-A
- Poblacion I-B
- Poblacion I-C
- Poblacion II-A
- Poblacion II-B
- Poblacion III-A
- Poblacion III-B
- Poblacion IV-A
- Poblacion IV-B
- Poblacion IV-C
- Poblacion IV-D
- Tanzang Luma I
- Tanzang Luma II
- Tanzang Luma III
- Tanzang Luma IV (Southern City)
- Tanzang Luma V
- Tanzang Luma VI
- Toclong I-A
- Toclong II-A
- Toclong I-B
- Toclong II-B
- Toclong I-C